# Амарнски период
Амарнският период обхваща времето на управление на Аменхотеп IV и се характеризира с религиозната реформа и със специфичния си стил изкуство.

## Религиозна реформа
Аменхотп IV предприема сериозна религиозна реформа – промените се изразяват основно в провъзгласяването на Слънцето за царуващ фараон, в признаването на видимото слънце за единствен образ на божеството и в почитането единствено на Слънцето от всички богове на Египет. Основната теория за този обрат, настъпил при управлението на Аменхотп IV, е че причините са политически – по времето когато фараонът се възкачва на трона, култът към Амун се е разрастнал до толкова, че жреците му са станали по-богати и по-влиятелни от фараоните. Така фараонът бил принуден да им се противопостави за да заеме статуса на предците си, по времето на които жреците не са имали такава власт. Застъпено е също и схващането, че Аменхотп IV е повлиян от семейната среда и най-вече от майка си и жена си – Нефертити. 
В борбата си с жреческата върхушка в Тива Аменхотп IV се опира на провинциалното жречество от Хелипопол и Мемфис и се обявява за първожрец на древното слънчево божество – Хорахти (Атон). За да подчертае, че скъсва окончателно с култа към Амун, фараонът сменя името си от Аменхотп на Ехнатон (Ехнейот) – „полезен на Атон (Йот)“. Още на шестата година от царуването си Ехнатон премества столицата си от Тива в Среден Египет (край съвременна Ал-Амарна (арабски: العمارنة), от където и идва днес названието Амарнски период.

## Изкуството на Амарнския период
В изображенията има чувство за движение и оживени сцени, които са нетипични за Египетското изкуство. Изобразяваните тела също са отклонение от каноните на рисуваните дотогава човешки фигури. Особено внимание се отделя на краката и ръцете, като те са изобразявани дълги, до най-малки детайли като ноктите. Цветът на кожата и при мъжете, и при жените е тъмнокафяв, за разлика от по-естественото кафяво за мъжете и светлокафяво за жените в периодите преди и след управлението на Ехнатон. Докато традиционното египетско изкуство подчертава вечното, изкуството на Амарна се фокусира на моментното, което се осъществява само благодарение на светлината.
Стилът на изкуството през Амарнския период може условно да се раздели на 2 етапа – ранен и късен.

### Ранен период
Преди и след управлението на Ехнатон (Ехнейот) египетските фараони са канонично изобразявани като грациозни, но силни и героични фигури, чиито пропорции са предварително установени. В ранния етап на Амарнския период, Ехнатон е изобразяван по коренно различен начин – почти гротескно – с подчертана дълга шия, женствени извивки, тънки крака, дебели устни и изпъкнал корем. И не само външният му вид е различен от канона – Фараонът-еретик си е позволявал да бъде представян в действия, които са смятани за неподходяща тема за публично представяне на владетеля. Ехнатон ни позволява да го видим седнал със семейството си, с деца на коленете си, като обикновен човек, далеч от каноничната представа за божествеността на фараона. Семейството на царя се е изобразявало като точни негови копия в умален размер.

### Късен период
В късния период стилът се променя рязко, вероятно заради новия скулптор известен като Тутмос (сред останките в работилницата е открит костен камък, на който пише Тутмос, но това вероятно датира от по-ранен период, тъй като ако Тутмос наистина е живял в Ахетатон, то той непременно би бил с друго име в чест на Слънцето). Скулптурите от работилницата на Тутмос са от т.нар. сложен тип скулптура. Отделните части на статуята се композират отделно и после се сглобяват в обща композиция.
От този период датират двата известни бюста на Нефертити (Нефр-ет – „Прекрасната дойде“), които се пазят в Берлинския музей. През този етап Ехнатон и Нефертити са усъвършенствани – гротескното вече е преминало в по-меки черти, по-малка уста и по-големи очи.